# 牛首の戦い
牛首の戦い（ぎゅうしゅのたたかい）は、紀元前698年に発生した、宋を盟主とした、連合軍が鄭を討伐した戦い。

## 牛首の戦い
紀元前699年2月、鄭の厲公は宋の荘公にあまりにも多くの賄賂を要求してきたので、魯・斉・紀と同盟し、宋を攻撃した。宋は衛・南燕の3国同盟軍で迎え撃った。しかし、宋は大敗した。
紀元前698年冬、宋の荘公は1年前の敗戦の報復で、斉・衛・陳・蔡の4国と同盟を組み、鄭に侵攻した。宋連合軍は鄭の渠門を焼き、大逵（広道）にまで攻め込んだ。また、牛首を占領し、大宮（祖廟）の椽（たるき）を持って帰り、宋の盧門の椽に使用した。この戦が牛首の戦いである。